# Oblast Noord-Kazachstan
Oblast Noord-Kazachstan (Kazachs: Солтүстік Қазақстан облысы; Soltüstik Qazaqstan oblısı; Russisch: Северо-Казахстанская область) is een oblast in Kazachstan met 572.000 inwoners in 2015. De hoofdstad van de oblast is Petropavl. Het is de op 3 na kleinste oblast van het land.
De oblast is administratief-territoriaal ingedeeld in 14 eenheden: 13 districten (ауданы) en 1 - met district gelijkgestelde - stad (Қ.Ә.).